# Drnje
Drnje (mađarski: Dörnye) je općina u Hrvatskoj. Nalazi se u Koprivničko-križevačkoj županiji.

## Zemljopis

### Naselja
Drnjanska Podravina, odnosno općina i župa Drnje obuhvaća naselja Botovo, Drnje i Torčec i u makrogeografskom smislu ima vrlo povoljan tranzitni položaj na kontaktu Hrvatske i Mađarske. Za ovu općinu (i župu) važan je položaj u blizini grada Koprivnice koji ima znatni utjecaj na razvitak ovog područja u pozitivnom (utjecaj na gospodarski razvoj), ali i u negativnom smislu (smanjivanje broja stanovnika i centralnih funkcija).

### Prometni položaj
S obzirom na kontaktni položaj Hrvatske i Mađarske, drnjansko područje je imalo kroz povijest u makrogeografskom smislu vrlo povoljan tranzitni položaj. Taj položaj je sobom nosio brojne mogućnosti razvitka, ali dakako istovremeno u sebi krio rizike zastoja. Tranzitni značaj ovom području daju željeznička pruga koja povezuje Jadransko more i susjednu Mađarsku, tj. Rijeka – Zagreb – Koprivnica – Drnje – Botovo – Zakany – Budimpešta, koja je u ovom dijelu puštena u promet 1870. godine. U vrijeme otvaranja željezničke pruge sagrađena je željeznička postaja Drnje, a kasnije je otvorena i željeznička postaja Botovo.
Postoje realni izgledi da se od postaje Drnje, prema sjeveru, izgradi željeznička pruga do mosta preko rijeke Mure kod Kotoribe, čime bi se olakšala i skratila međunarodna željeznička veza Rijeka – Zagreb – Budimpešta, a time bi ovaj prostor dodatno dobio na važnosti. Prije dolaska autobusa (između dva svjetska rata) i automobila (nakon drugog svjetskog rata), željeznica se masovnije koristila za komuniciranje – prvenstveno s Koprivnicom, ali i u smjeru Botova, odnosno Mađarske. Također je vrlo važna međunarodna cesta Koprivnica – Drnje – Gola – Mađarska, čija je važnost povećana nakon otvaranja međunarodnog cestovnog prijelaza kod Gole 1982. godine. 
Osim tranzitnog, ovaj prostor ima i križišni položaj jer tuda prolazi i regionalna cesta koja povezuje Međimurje preko Đelekovca i Torčeca s Drnjem i nastavlja se preko Sigeca i Hlebina do Novigrada Podravskog gdje se spaja na podravsku magistralu. Djelomično prometnu važnost povećava i cesta koja povezuje Đelekovec i jezero Šoderica, a spaja se na pravac Koprivnica – Drnje-Botovo – Mađarska. Za selo Torčec značaj ima lokalna cesta koja ga spaja s gradom Koprivnicom.

### Prirodnozemljopisni elementi
Svi prirodni elementi i procesi dolaze i djeluju kompleksno uzajamno jedni na druge, a međusobno su povezani. Geografski položaj uz geomorfološke značajke na širem području odražava se u klimi: u padalinama, temperaturnim odnosima i vjetrovima. 
Današnji odnosi rezultat su mlađeg razvoja, naročito iz pleistocena i starijeg holocena. 
U današnjim prilikama ogledaju se posljedice tih procesa. Pleistocene tekućice kao i vrlo mlada tektonska aktivnost uz stalnu dominaciju fluvijalnih procesa djelovali su na geomorfološke karakteristike ovog kraja. Ranije je bilo naglašeno negativno djelovanje nereguliranih vodenih tokova i poplava za visokih vodostaja. U vegetacijskom pokrovu ovo su područje izvorno pokrivale šume, a danas je vegetacijski pokrov utjecajem čovjeka u cijelosti izmijenjen. U novije vrijeme je nužno veću pozornost posvetiti zaštiti čovjekova okoliša.

## Stanovništvo
Vitalne promjene na ovom su se prostoru zbile u nekoliko posljednjih desetljeća. One su gotovo posve rastočile tradicionalnu autarkičnu agrarnu strukturu. Formirani su novi odnosi u gospodarenju i načinu svakodnevnog života donoseći niz pozitivnih, ali i negativnih komponenti. Očito je da ove promjene ne možemo zaustaviti, ali usprkos snažnog procesa senilizacije stanovništva, ali i emigracije, u naseljima općine i župe Drnje još uvijek ima dovoljno snage da se elementi razvoja usmjere uspješnijim i stabilnijim putem, a u suvremenim odnosima su posebno izraženi procesi: deagrarizacija i industrijalizacija.
Po popisu stanovništva iz 2011. godine, općina Drnje imala je 1863 stanovnika, raspoređenih u 3 naselja:
- Botovo – 272
- Drnje – 970
- Torčec – 621

| broj stanovnika | 2227  | 2322  | 2404  | 2876  | 2717  | 2790  | 2720  | 2808  | 2591  | 2661  | 2633  | 2447  | 2363  | 2244  | 2156  | 1863  | 1533  |
|                 | 1857. | 1869. | 1880. | 1890. | 1900. | 1910. | 1921. | 1931. | 1948. | 1953. | 1961. | 1971. | 1981. | 1991. | 2001. | 2011. | 2021. |

| broj stanovnika | 936   | 996   | 1097  | 1385  | 1306  | 1298  | 1318  | 1349  | 1226  | 1250  | 1272  | 1180  | 1174  | 1158  | 1140  | 970   | 805   |
|                 | 1857. | 1869. | 1880. | 1890. | 1900. | 1910. | 1921. | 1931. | 1948. | 1953. | 1961. | 1971. | 1981. | 1991. | 2001. | 2011. | 2021. |

## Uprava
Predsjednik općinskog vijeća je Goran Kolarek. Potpredsjednica je Tajana Perošić.
Općinsko vijeće sastoji se od sljedećih članova:
- Dejan Šomoci (grupa birača)
- Matija Dolenec (grupa birača)
- Mirko Jukić (grupa birača)
- Valentina Matijašić (grupa birača)
- Marija Sataić (grupa birača)
- Tomislav Babić (SDP)
- Ana Šimunić (HSS)

## Povijest

### Osnovni podaci
Razvoj naseljenosti na ovom prostoru počinje u neolitu (mlađem kamenom dobu), a nastavlja se preko antike i srednjovjekovlja do novog vijeka i današnjih dana. Pri tome možemo pratiti brojne kontinuitete, ali i diskontinuitete. 
Krajem srednjovjekovlja je Torčec bio u sastavu Rasinjskog vlastelinstva, a Drnje je bilo dio Koprivničko-đurđevačko-prodavićkog vlastelinstva. To i ne bi bilo toliko važno za istaknuti da se kasnije nije odrazilo na promjene društvenog razvitka i razilaženja ovog prostora u dva relativno raznolika procesa stvaranja društvenih struktura. Rasinjsko je vlastelinstvo zadržalo kontinuitet do sredine 19. stoljeća. 
Jedno vrijeme je iz njenog sastava izdvojeno novo Kuzminsko vlastelinstvo koje je kroz neko vrijeme vraćeno u sastav matičnog vlastelinstva. Tamo je došlo da razvoja kasnofeudalnih struktura. Stanovnici Torčeca i novoosnovanog Botova su imali slobodnjački status na vlastelinstvu kao banderijalci, a njihov položaj se ponešto razlikovao od ostalih zavisnih seljaka. Na drugoj strani Koprivničko-đurđevačko-prodavičko vlastelinstvo je pripavši vladaru postalo jedan od zametaka Vojne krajine, pa je Drnje koje je bilo u njegovom sastavu dijelilo sudbinu vlastelinstva. 
Jedno od najtežih razdoblja za ovaj prostor i ovdašnje stanovnike je period 16. i 17. stoljeća kada dolazi do brojnih negativnih društvenih i demografskih promjena te migracijskih valova izazvanih osmanlijskim prodorima. U Drnju je bila organizirana protuosmanlijska utvrda (sastavni dio Vojne krajine) koja je osiguravala kontinuitet naseljenosti i jezgru relativno sigurnijeg područja. Čitav kraj je proživljavao pozitivne i negativne utjecaje tromeđe Osmanskog Carstva, Vojne krajine i civilnog dijela Hrvatske u sastavu Habsburške Monarhije. To je bio prostor vrlo žive komunikacije gdje su se ispreplitala tri smjera utjecaja na ovdašnje stanovništvo i prostor.
U 18. stoljeću dolazi do gospodarskog i demografskog uspona prvenstveno Drnja, a pomalo Torčeca i nešto manje Botova. Pri tome su presudnu ulogu imali utjecaji prirodne okoline, osobito rijeke Drave koja je bila glavna komunikacijska osnova i jedan od temelja za razvoj ovog područja. Drava je imala i presudnu negativnu ulogu. 
Tijekom 20-tih godina 19. stoljeće njezin je utjecaj bio toliki da je jedan veliki dio stanovništva Drnja (ali i Botova) morao biti iseljen (najviše u Prekodravlje – u novoosnovana sela Gola i Gotalovo, ali i u susjedana sela u okolici Drnja). Drnje je izgubilo čitav niz centralnih funkcija (vojne, upravne, prosvjetne, gospodarske itd.) koje najviše preuzimaju susjedni Peteranec i Koprivnica.
Proces stagnacije se odrazio ne samo na društvene, demografske i gospodarske promjene nego i na svakodnevni život stanovništva. Do oporavka je došlo tek pred kraj 19. i početkom 20. stoljeća. U društvenom razvoju je prostor Drnjanske Podravine izjednačen tek nakon razvojačenja Vojne krajine 1871. godine. 
Godine 1898. je utemeljena općina Drnje (izdvajanjem iz sastava općine Peteranec), a nakon priključivanja Torčeca i Botova (prije u sastavu općine Đelekovec) početkom 20. stoljeća čitav prostor današnje općine i župe Drnje ima približno ujednačen razvitak kroz prvi svjetski rat i međuratni period. U razdoblju između dva svjetska rata Drnje je spadalo u najnaprednija naselja Podravine. Nakon drugog svjetskog naselja općine djelomično stagniraju u razvoju. Općina Drnje je pripojena općini Koprivnica 1963., a obnovljena je 1993. godine.
Značajnu ulogu na razvoj ovog kraja je imalo prosvjetno djelovanje, koje u Drnju ima kontinuitet od prve polovice 17. stoljeća. U drnjanskoj školi je nastala znamenita Drnjanska pjesmarica iz 1687. godine. Školstvo je imalo veliku ulogu kroz opismenjavanje stanovništva, a kroz njegov sustav su u sela prodirale brojne inovacije koje su imale jednu od ključnih ulog u procesu modernizacije pogotovo od druge polovice 19. stoljeća do današnjice.
U prvoj polovici 17. stoljeća je obnovljena župa Drnje, jedna od najvećih u sjeverozapadnom dijelu Hrvatske. U selima Torčec, Sigetec i Peteranec su u prvoj polovici 17. stoljeća postojale kapele, a od 1671. godine izgrađena je i kapela u Hlebinama. Te kapele su bile u sastavu župe Drnje do 1789. godine kada dolazi do osnivanja novih župa u Sigecu i Hlebinama, te obnove župe u Peterancu. Kasnije se iz sastava župe Drnje izdvaja selo Gola u kojem je utemeljena nova župa.

### Drnje i Vojna krajina
Drnjanska utvrda za obranu od Osmanlija se, koliko je za sada poznato, prvi puta spominje 1572. godine, a na njezinom čelu je bio vojvoda. To se vidi iz spisa kojima su štajerski staleži tražili da se iz Koprivnice ukloni zapovjednik Ivan Globitzer, a vojvode iz Drnja i Ludbrega su molili da im se oprosti što su slušali spomenutog zapovjednika. Drnje je 1576. godine zajedno s Đurđevcom, Prodavićom (Virjem), Novigradom i Đelekovcem spadalo pod zapovjedništvo kapetanije i generalata u Koprivnici. 
Drnjanska utvrda je godinu dana kasnije (1577. ) imala 50 haramija ili hrvatskih vojnika, a tražilo se povećanje vojne posade za još 20 njemačkih vojnika. Kasnije je došlo 11 njemačkih vojnika, ali je smanjen broj haramija. Iste godine je vršen pregled granice s Osmanskim Carstvom te su u izvješću o stanju utvrda predložene novčane potrebe za daljnje radove. Između ostaloga, za popravak je predložio 16000 forinti za popravak utvrda: Remetinec, Rasinja, Ludbreg, Novigrad, Drnje i još jedan kaštel između Koprivnice i Topolovca. 
Drnje je, prema dokumentima Sabora u Brucku[gdje je to mjesto] na Muri održanog 1578. godine, bila mala utvrdica, zapravo straža odnosno čardak, koji je trebalo popraviti i ojačati mu sigurnost dogradnjom grabe i palisade. Za taj je posao bio određen iznos od 500 forinti, s tim da su slavonski staleži morali osigurati besplatnu radnu snagu. 
U svezi s Drnjem i utvrdama Sv. Petru, Sv. Jurju (kod Križevaca), Sv. Ivanu, Đelekovcu, Novigradu te u Apatovcu i Gofnicu, bilo je potrebno odmah utvrditi broj vojnika i straža, kako bi se nakon dovršene izgradnje nekih već započetih ili novih utvrda mogla načiniti nova preraspodjela vojnih snaga. Iste godine (1578.) je određena nova upravna struktura Slavonske vojne krajine. Prema njoj su Koprivničkoj kapetaniji bile podređene utvrde: Đelekovec, Novigrad Podravski, Đurđevac, Zrinski Topolovac, Cirkvena, Apatovac, Ludbreg i Drnje. 
Kasnije je nastao problem jer je 600 Turaka iz Brežnice, Bobovca i Barče 17. kolovoza 1578. prešlo s brodovima preko Drave te su napali i spalili utvrdu Drnje, koja im je svakako smetala.
Utvrda Drnje je poslije paljenja 1578. godine bila u lošem stanju, a to se vidi kada je nadvojvoda Karlo u lipnju 1580. godine poslao povjerenstvo koje je imalo zadatak utvrditi stanje i potrebe krajiških utvrda. Povjerenstvo je svoj posao započelo u Koprivnici i u utvrdama koje su bile podređene koprivničkom kapetanu. Povjerenstvo se bavilo i utvrdom Drnje koja se nalazila na vrlo nepovoljnom položaju jer su joj prijetili visoki vodostaji rijeke Drave i potoka Rasinje (Glibokog). Na istom položaju nije bilo moguće graditi drugu utvrdu, a povjerenstvo je zaključilo da je bolji položaj preko potoka jer je bio viši i sigurniji od plavljenja, a i strateški povoljniji. 
Tada bi ta utvrda štitila otvorenu granicu prema ugarskoj utvrdi Žakanju. Tadašnje je loše stanje utvrde bilo teško otkloniti. Povjerenici su ipak imali gotov plan koji je načinio koprivnički palir. Pregledavši oba položaja, prihvatili su mogućnost izgradnje nove utvrde na povoljnijem položaju. Utvrda bi bila nešto dalje od vode i na dovoljno visokom terenu, premda i tamo Drava u to vrijeme dosta često dere svoju obalu. Prije konačne odluke i gradnje trebali su se dogovoriti s tadašnjim banom Krstom Ungnadom, čije je to bilo vlasništvo, koji je osim toga za gradnju utvrde trebao dati radnu snagu i brinuti se o budućem održavanju straža koje bi u njoj bile smještene. Ta je pitanja ban Krsto Ungnad trebao rješiti s ratnim savjetnicima. 
Novac potreban za gradnju utvrde u Drnju trebao se osigurati preko građevne blagajne iz koje su se plaćali troškovi gradnje u Koprivnici, a odluku o potrebnoj radnoj snazi trebao je donijeti Hrvatski sabor. Iste godine (1580. ) je general Vid Hallek, na zasjedanju Hrvatskog sabora, 7. rujna predložio da se za kaštel Drnje (Dernye), kao glavne predstraže koprivničke utvrde, nađe drugo, bolje i sigurnije mjesto, jer je tadašnje bilo nesigurno i često više od polovice preplavljeno vodom. 
Za gradnju nove utvrde u Drnju određeni su, između ostalih, građani Varaždina i seljaci okolnih sela. Požeški sandžakbeg Skender-beg je slao svoje postrojbe prema Koprivnici i Đurđevcu. Osmanlijski vojskovođe u ugarskoj su napali Izvar (mađ. Vízvár) na Dravi pa time zaprijetili Međimurju i Velikoj Kaniži, upravo kada se kaniški kapetan Juraj Zrinski u rujnu 1580. godine spremao na veću provalu u Požeški sandžak. Dok se Juraj Zrinski dogovarao oko tog pohoda s Baltazarom Batthyányem, Franjom Nadaždijem i koprivničkim kapetanom Ivanom Globitzerom, Skender-beg je skupljao vojsku kojom bi u koprivničkoj kapetaniji osvojio utvrde Drnje i Novigrad, a nakon toga bi poharao varaždinsko polje. 
Kako su obje vojske, ne znajući jedna za drugu, išle vojničkom cestom koja je iz Virovitice i Slatine vodila u Đurđevac i Novigrad, sukobile su se 29. rujna 1580. kod razvaljenog grada Gorbonoka (kod današnjeg sela Kloštar Podravski). Osmanlije su izgubile borbu, a poginuo je i sam Skender-beg. Opasnost koje je izazivala rijeka Drava je bila velika pa se za to brinuo i Hrvatski sabor koji je odredio da se drnjanska utvrda koja je bila oštećena vodom svakako mora popraviti. 
Istovremeno je predloženo da se žito za vojne potrebe dovozi iz Varaždina po rijeci Dravi do Drnja. U Drnju je tada najvjerojatnije bilo središte za daljnju distribuciju žita. Drnjanska utvrda nije bila dovršena niti kada je zasjedao Hrvatski sabor u Zagrebu 27. lipnja 1582. godine. 
Izgleda da je izgradnja nove utvrde u Drnju bila završena najkasnije do proljeća 1586. godine. General Vid Hallek je u svibnju 1586. godine putovao od jedne do druge slavonske utvrde. Nakon pregleda Koprivnice, uputio se prema Dravi do Malog Sigeta (Sigetec). Taj je položaj bio dobro utvrđen, a tamo je bila jedna kuća koja je služila haramijama prigodom održavanja straže. 
Prema izvještaju od 1. listopada 1586. godine vidi se da su Osmanlije na Miholje (29. rujna) doprli do Koprivnice gdje su bili ugrabili 150 konja i goveda, kod Ivanca su uhvatili četiri osobe i spalili isto toliko kuća, a oko Koprivnice su pohvatali oko 20 osoba. Na cesti prema Varaždinu uhvatili su deset kočijaša. General Vid Hallek je za umirenje naroda podigao haramije iz Drnja, Novigrada i Ludbrega te čitavu posadu grada Koprivnice. 
Dana 1. ožujka 1589. godine Osmanlije su između Drnja i Novigrada uhvatili deset osoba, a taj podatak govori o stalno opasnosti na granici. Drnje se dalje spominje i u spisima Hrvatskog sabora 6. travnja i 15. svibnja 1589. godine. Drnjansku utvrdu je nastanjivalo, između ostaloga, i vlaško stanovništvo. Zapovjednik koprivničke utvrde Stjepan Grasswein je 5. rujna 1592. godine javio nadvojvodi u Graz da Vlasi mijenjaju djecu za konje. Primjerice vojvoda Tomo u Drnju je dao za jednog konja petero vlaške djece.
U posljednjem desetljeću 16. stoljeća napadi vojske Osmanskog Carstva bili najžešći, a Osmanlije su pokušavale probiti obranu na Slavonskoj vojnoj krajini i na Kupi. Radne snage nije bilo nigdje. Sve su snage bile angažirane na neposrednim ratnim zadacima. 
Osim što su Drnjanci morali sudjelovati u obrani od Osmanlija i raditi na popravljanju utvrda, godine 1600. osobito ih je pogodila vijest o padu Kaniže u Osmanske ruke. Padom ove renesansne peterokutne utvrde, jedne od najsnažnijih u jugozapadnoj Mađarskoj, pojačan je strateški položaj Drnja u sustavu obrane, jer su Osmanije sada direktno graničili s prostorom današnje Hrvatske, a dijelila ih je jedino rijeka Drava. 
Zbog činjenice da se utvrda Drnje na samoj granici između dva velika Carstva (Osmansko Carstvo i Habsburška Monarhija) te da ih je dijelila samo rijeka Drava, drnjanska utvrda je postala strateški važna za habsburški osmanski sustav (Varaždinski generalat odnosno prostor koji je zauzimala Slavonska vojna krajina). U Drnju su živjeli kmetovi koprivničkog vlastelinstva, ali se u 17. stoljeću javaljaju prvi slobodnjaci. Drnjanci su osim sudjelovanja u obrani protiv Osmanlija morali održavali i mlinove na Dravi itd. Kod Drnja i Sigeca je bio prijelaz preko rijeke Drave te tridesetnica (carina). Drnje je u 18. stoljeću počelo dobivati elemente trgovišta (tu je bio važan lokalni sajam, solana, škola, središte župe itd.). Drnje gubi značaj tek poplavama rijeke Drave u 19. stoljeću.

## Gospodarstvo
Naselja općine Drnje su stara poljoprivredna naselja s dugom stočarsko-ratarskom tradicijom. Dugo vremena je osnovna privredna grana bila poljoprivreda. Uspoređujemo li kretanje broja aktivnog stanovništva koje obavlja zanimanje prema području djelatnosti u vremenu od 1953. do 1991. godine zapažamo da je došlo do značajne promjene u rasporedu broja aktivnog stanovništva po sektorima. 
Godine 1953. u svim je naseljima današnje općine Drnje raspored bio I-II-III (i IV), a 1991. godine dolazi do promjene pa je raspored bio II-I-III (i IV), što znači da je 1991. godine u odnosu na 1953. godinu, na području današnje općine Drnje došlo do zamjene mjesta između primarnog i sekundarnog sektora (ista je situacija u naseljimu Drnje, u Botovu je raspored II-III-(i IV)-I dok je u Torčecu zadržan raspored iz 1953. godine I-II-III (i IV). 
Gledano u postocima zapaža se najveće povećanje sekundarnog, a smanjenje primarnog sektora. Kao i u drugim dijelovima Republike Hrvatske porast broja nezaposlenih je naglo počeo rasti početkom Domovinskog rata, te kasnije u godinama tranzicije. Krajem siječnja 1998. godine na području općine Drnje je bilo ukupno 108 nezaposlenih, a od toga 56 žena ili preko polovice.

### Poljoprivreda
Procesi deagrarizacije i industrijalizacije prouzročili su dosad najznačajniju i najbržu transformaciju strukture stanovništva ne samo na području općine Drnje, nego i na većini podravskog prostora. Pri tome se radi prvenstveno o transferu radne snage iz poljoprivrednih u nepoljoprivredna zanimanja (prvenstveno u industriju). 
Dio stanovništva je emigrirao u Koprivnicu i druga veća središta tražeći zaposlenje izvan poljoprivrede, ali se promijenila i struktura onog pučanstva koje je ostalo živjeti na području današnje općine Drnje. Proces deagrarizacije je naročito brz zadnjih desetljeća, pa se sve manje stanovništva bavi poljoprivrednom proizvodnjom. Dok je prijelaz stanovništva iz primarnih u ostale djelatnosti bio polaganiji, od 1953. do 1991. godine je na području općine Drnje učinjen pravi preokret: udio stanovništva zaposlenog u primarnim djelatnostima u aktivnom stanovništvu smanjen je u istom razdoblju za oko 28% (od oko 67 do oko 39%). S druge strane pritisak viška radne snage iz primarnih djelatnosti bio je jedan od i te kako važnih gaktora ovakvog razvoja u prestruktuiranju stanovništva na području općine Drnje.
Procesi industrijalizacije (naročito u Koprivnici) imali su presudnu ulogu u profesionalnom prestruktuiranju pučanstva općine Drnje. Udio industrijskog stanovništva u aktivnom stanovništvu je od 1953. do 1991. godine porastao za 35% (od oko 2 do oko 37%). Kako je na te procese, uz industriju koja se razvijala na području općine Drnje, najveći utjecaj imala industrija Koprivnice rastao je broj dnevnih migranata iz naselja ove općine u Koprivnicu.
Dominacija primarnog sektora u ukupnom gospodarstvu općine Drnje vidi se iz podataka popisa stanovništva 1953. godine. Unutar primarnog sektora gotovo u potpunosti je zastupljena poljoprivreda. Godine 1991. primarni sektor je pao: u Botovu na 22%, Drnju na 34% i Torčecu na 50%.  
Veličinu posjeda domaćinstva diktiraju njihove proizvodne ambicije. U novije vrijeme je sve više prisutno davanje zemlje u zakup što se trenutačno čini najprihvatljivije i za iznajmljivača, a i za zakupnika. Iznajmljivač dobije relativno malu godišnju svotu novaca ili plodova s iznajmljene zemlje, a zakupnik za malu svotu dobije nužnu mu zemlju koju može samo eksploatirati bez dugoročnih ulaganja u nju.
Područje današnje općine Drnje suočeno je s problemom rascjepkanosti zemljišnog posjeda, a uz to dio zemljišnog posjeda, otpada na međe i poljske puteve. Za poboljšanje stanja zbog usitnjenosti nužna je obnova katastra i stvaranja nove zemljišne knjige te usklađivanje sa starim knjigama.
Dominantnu poljoprivrednu proizvodnu kulturu čini kukuruz, a sadi ga velika većina poljoprivrednih domaćinstava. Kukuruz im je potreban kao nužna hranidbena sirovina za uzgoj stoke, peradi i svinja. Samo se dio poljoprivrednih domaćinstava odlučuje za monokulturnu proizvodnju kukuruza za prodaju. 
Dio kukuruza se bere u klipove, sprema u koševe gdje se suši i kasnije služi za prehranu stoci. Kukuruzovina se nakon berbe većinom ubire s polja i iskorištava za nastir ili hranidbu stoke. Osim kukuruza kao dominantne kulture na oraničnim površinama se sije i pšenica. Ona se proizvodi kao svojevrsna nadopuna u stočnoj hranidbi te za zamjenu u mlinovima za stočno brašno, smjese i brašno za ljudsku prehranu. 
Pšenica se ubire kombajnima, dio se odmah prodaje u silose, a dio se sprema u domaćinstvima gdje se suši te služi za prehranu stoci ili se razmjenjuje u mlinovima. Slama se nakon žetve skladišti te služi tijekom godine kao nastir. Osim kukuruza i pšenice na oraničnim površinama na drnjanskom prostoru se sije krumpir, zob, ječam i druge kulture, ali u znatno manjim količinama. Područje općine Drnje raspolaže i s dobrim i kvalitetnim stočnim fondom.

### Industrija i rudarstvo
Unutar sekundarnog dominiraju industrija i rudarstvo. Rudarska tradicija je na ovom području dosta stara. Plemićka obitelj Inkey iz Rasinje je još 1869. godine s eksploatacijom šljunka na području današnjeg jezera Šoderica kod sela Botovo, a to je vrijeme izgradnje željezničke pruge Zagreb-Mađarska. Prvobitna eksploatacija se vršila ručno, a 1912. godine je proradio prvi parni bager, koji je 1959. godine zamijenjen bagerom gusjeničarom. Prekretnica u proizvodnji je bila 1967. godine kada je u pogon pušten prvi plovni bager.
Početke obrtničko-manufakturne proizvodnje s nekim elementima industrijske proizvodnje u Drnju imamo u radionici cementog crijepa u vlasništvu. Industrijska proizvodnja u Torčecu počinje odmah nakon drugog svjetskog rata kada se otvara poluindustrijska proizvodnja užeg asortimana betonskih proizvoda, koja napredak doživljava početkom 80-tih godina kada je izgrađena nova proizvodna hala koja je omogućavala rad tijekom cijele godine. Novi proizvodni pogoni na istoj lokaciji su napravljeni 90-tih godina.
Mogućnosti razvoja sekundarnog sektora su na području općine Drnje relativno povoljne. Pogotovo zbog dobrog prometnog položaja, ali i blizine nekih prirodnih sirovina. Budućnost sekundarnog sektora je u malom poduzetništvu, a dodatne poticaje pruža buduća izgradnja brze ceste i cestovnog graničnog prijelaza s Republikom Mađarskom kod Šoderice.

### Promet i veze
Na razvoj prometa i veza najveći je utjecaj imalo otvaranje željezničke pruge između Zagreba, Koprivnice i Mađarske 1870. godine. Ta je pruga stradala u drugom svjetskom ratu, značaj joj je ponovo vraćen 1962. godine puštanjem u promet novog mosta na Dravi i otvaranjem ponovnim uspostavljanjem međunarodnog prometa s mađarskom, ali i elektrifikacijom te modernizacijom iste pruge 1981. godine.
Na ovoj željezničkoj pruzi odmah je otvoren željenički kolodvor Drnje, između Torčeca i Drnja. U njemu postoje tri kolosijeka i šest skretnica te robno skladište s betonskom skladišnom rampom, a danas je osiguran relejnim blok-uređajem sa središnjim postavljanjem skretnica i iskliznica. Željeznički kolodvor Botovo je jedan od najjačih utovarnih kolodvora u Republici Hrvatskoj, odmah iza kolodvora u Kutini i Sisak Capragu, ne računajući pretovare s brodova i na njih u kolodvorima u riječkome bazenu. Na dva industrijska kolosijeka u vlasništvu poduzeća Bilokalnik, u oko devet tisuća vagona utovari se između 350 i 400 tisuća tona šljunka i pijeska na godinu.Uz poduzeće Bilokalnik prije je robu (oko 40 vagona celuloze na godinu) otpremalo propalo prekodravsko poduzeće Avard iz Gole. 
Unutar tercijarnog i kvartarnog sekrota osim prometa važnost imaju i pošta te telekomunikacije. Pošta je u Drnju otvorena 1. travnja 1873. godine, telegraf je uveden 15. svibnja 1900. godine, a prva telefonska linija je uspostavljena 1927. godine. Automatska telefonska centrala je otvorena 1985. godine, a do kraja 80-tih i početka 90-tih godina je provedena telefonizacija naselje općine Drnje.

### Trgovina, ugostiteljstvo, turizam i zdravstvo
Najstariji pisani podaci o trgovini u Drnju zabilježeni su početkom 17. stoljeća. U 19. stoljeću utemeljene su prve maloprodajne trgovine. Istovremeno dolazi do razvoja ugostiteljstva. Na području tadašnje općine Drnje broj trgovina je bio 23, a nakon drugog svjetskog rata dolazi do nacionalizacije trgovine pa je u Drnju osnovana trgovačka poduzeća "Podravec" i "Bratstvo". Kasnije trgovinu i dio ugostiteljstva na ovom području organizira koprivničko trgovačko poduzeće "Izvor". U posljednjem desetljeću 20. stoljeća ugostiteljstvom i trgovinom počela su dominirati mala privatna trgovačka i ugostiteljska poduzeća. Područje općine Drnje ima i niz mogućnosti za razvitak turizma i rekreacije i to lovnog turizma i seoskog turizma, ali i turizma te rekreacije na jezeru Šoderica, za što djelomično postoje uvjeti. Uz to na jezeru Šoderica postoji izgrađena infrastruktura što bi uz dobru organizaciju i marketing moglo predstavljati osnovu za daljnji razvitak rekreacije i turizma. 
Počeci organiziranog zdravstva sežu na početak 18. stoljeća kada je u Drnju uređena karantena za zaštitu od širenja kuge. Organizirano zdravstvo na ovom području postojalo je i u 19. stoljeću, a liječnici su za ovo područje imali sjedišta u Peterancu ili Koprivnici. Tek nakon prvoga svjetskog rata je Drnje dobilo stalnog liječnika, između dva svjetska rata najpoznatiji je bio dr. Pavao Tomašić. Adaptacija stare zgrade ambulante je izvršena 80-tih godina, a obnovljena zgrada je predana na uporabu 1983. godine. Istovremeno s općom liječničkom praksom u Drnju je za okolna sela (Botovo, Torčec, Peteranec, Sigetec i Drnje) organizirana i zubarska služba, dok se nešto kasnije ustrojava i ljekarna. U 90-tim godinama 20. stoljeća u drnjanskoj ambulanti je organizirana privatna liječnička ordinacija. Veterinarska ambulanta u Drnju je osnovana 1955. godine. Stanica je nekoliko mjeseci radila u privatnom dvorištu, a nakon toga je kupljena zgrada u kojoj je adaptirana ambulanta.

### Energetski potencijal
Rijeka Drava ima strmi riječni profil i zato teče brzo, a za vrijeme visokog vodostaja često mijenja korito, odnosi nasipe i dere obalu. Vodni režim Drave je pogodan za energetsko korištenje jer su najveći protoci u proljeće i kasno ljeto, upravo kada je na ostalim vodotocima protok vode najmanji. 
Danas je u Hrvatskoj jedan od najvažnijih zadataka upravo izgradnja hidroelektrana, koje zasad daju najjeftiniju i ekološki najčišću energiju. U tom smislu je Drava na drnjanskom području najvažniji hrvatski energetski potencijal, a pogotovo je važno šire područje od ušća Mure do ušća Ždalice, gdje je riječni profil još razmjerno strm (oko 60 cm na km) i krije ogromnu snagu. Što se tiče ovog dijela Drave, situacija se još dodatno komplicira zbog odbojnog stava Mađarske prema izgradnji hidroelektrana jer ona s energijom stoji bolje od nas, a tamo kao i kod nas sve više jača ekološki pokret zaštite okoliša koji želi očuvati Dravu u njezinom današnjem prirodnom obliku. Prije zamišljeni projekt za Dravu, drnjansko područje i širu okolicu, ekološki pogubne HE Đurđevac je kako je dokazano odbačen kao potpuno neprovediv.
Postoje planovi po kojima bi se možda u budućnosti mogla izgraditi HE Botovo. Pri tome je bitno da bi se pridravska akumulacija i strojarnice gradile na samom toku Drave, čime bi se nagativni utjecaj na okolinu sveo na najmanju moguću mjeru. 
Sunčane energije u drnjanskom kraju ima dovoljno. Vodoravna ploha godišnje primi oko 4200 MJ/m2, a povoljno nagnute plohe okrenute prema jugu dobivaju i više od 4600 MJ/m2. Tu energiju je moguće djelotvorno i jače iskoristiti. Mimo našeg utjecaja grije tlo, biljke i posredno zrak. Time uzrokuje miješanje zraka, vjetar i pospješuje ispraravanje vode. Sunce suši tlo, pokošenu travu, razastrto rublje, ubrane plodove. Vodu isparenu s kontinenata i oceana raznose zračne struje, ona prelazi u oblake iz kojih u povoljnim uvjetima pada oborina što natapa njive i šume, opskrbljuje izvore i vodotoke, daje pitku vodu i tjera hidroelektrane. Pomoću sunčane energije stvaraju biljke iz vode i ugljik dioksida organsku materiju, tj. grade svoje lišće, stabljike, plodove. U ljudskom organizmu sunčana energija pospješuje stvaranje D vitamina potrebnog za čvrstoću kostiju. 
Jednostavnim zahvatima sunčana se energija može sakupiti i korisno upotrijebiti i na druge načine. Tako se izravnom pretvorbom u kolektorima dobiva topla voda potrebna u kućanstvu, mogu se grijati stanovi, životinjske nastambe i plastenici. Pomoću solarnih stanica može se dobiti električna energija potrebna za pogon raznih aparata, za rasvjetu, za punjenje akumulatora itd. Svako kućanstvo može postaviti vlastito solarno postrojenje barem za grijanje vode potrebne u gospodarstvu. Ulaganje u to otplati su za 6 do 7 godina. Kad bi su u okolici Drnja prišlo izgradnji solarne elektrane od silicijevih fotonaponskih stanica instalirane snage 40 MW, trebalo bi solarnim panoima prekriti površinu veličine oko 0,6 km2. U okolici Drnja ima takvih površina koje nisu prikladne za poljodjelstvo dovoljno, npr. uz stara korita Drave i sl, pa ne bi trebalo dirati obradive površine. Cijena jednog kilovatsata struje iz solarne energije danas iznosi približno oko 3 eura.
Na širem području okolice područja općine Drnje ima i nekoliko ležišta podzemne tople vode. Ona se može korisno upotrijebiti za grijanje staklenika ili plastenika, stanova, gospodarskih i javnih prostorija (škola, ureda...) i sl. Mogla bi se također upotrijebiti i za pogon termoelektrane koja bi radila preko tzv binarnog procesa. To znači, topla voda iz crpilišta dubokog 2,5 km grijala bi plin pentan, a njegove bi pare pokretale turbinu električne centrale.
Kako drnjanski kraj ima relativno napredno gospodarstvo s razvijenim marvogojstvom i svinjogojstvom, tamo bi svako kućanstvo moglo proizvoditi dovoljno bioplina za kuhanje, hladionike i djelomično za grijanje. Bioplin se dobiva preradom i razgradnjom stajskog gnoja. Tehnologija proizvodnje je jednostavna i lako dostupna svakom gospodaru. Na takav bi se način smanjila potrošnja ogrijevnog drva. Kukuruzovina i druga biomasa mogla bi se korisno upotrijebiti za industrijsku proizvodnju visokokaloričnog ogrjeva.
Važna je i energija vjetra uz Dravu. Pretpostavimo li da je strujanje zraka nad drnjanskim krajem slično kao i obližnje Molve, jer su meteorološki i fizički uvjeti jednaki, onda prosječna brzina vjetra iznosi 4 m/s, a snaga vjetra na 10 m visine bi bila 52 W/m2. Na generatoru koji se uključuje u rad pri brzini vjetra od 1,5 m/s dobila bi se gustoća toka eolske energije od 401 kWh po kvadratnom metru kruga opisanog elisom vjetrenjače. Da bi se troškovi za postavljanje generatora ekonomski isplatili trebalo bi vjetrenjače postaviti na stupove visine barem 30 m, jer se brzina vjetra s visinom povećava. Zračni generatori imaju mali ekološki utjecaj. Oni izazivaju jedino zujanje i vibracije pri brzom radu, donekle kvare izgled krajolika, ali je zasada proizvodnja električne energije iz zračnih turbina još uvijek skupa. dok nuklearni reaktor proizvede jedan kWh struje za oko 1,5 centi, energija vjetra stoji 10 centi.

## Poznate osobe
- Juraj Ščrbašić
- Mara Matočec
- Pavao Tomašić
- Vilko Filipašić (Milivoj Podravski)
- Antun Jančarić
- Fran Koncelak
- Pavao Dombaj
- Slava Kovač
- Valent Bači
- Mirko Lendvaj

## Spomenici i znamenitosti
- Spomenik ispred škole u Drnju: Franjo Mraz
- Solana iz 1789. (danas zgrada koju koristi nogometni klub)
- Vojnokrajiška zgrada iz 1790-ih (danas društveni dom)
- Župna crkva u Drnju iz prve polovice 19. stoljeća
- Kapela iz prve polovice 19. stoljeća (Torčec)
- Mlin s početka 20. stoljeća (Torčec)
- Spomenik poginulima domobranima i borcima za Hrvatsku
- Spomenik antifašistima i žrtvama fašističkog terora
- Kompleks arheoloških nalazišta u blizini Torčeca
- Jezero Šoderica
- Spomenik u spomen proslavi 1000-godišnjice (925. – 1925.) Hrvatskog kraljevstva iz 1925. godine (Drnje)

## Obrazovanje
- Osnovna škola "Fran Koncelak" Drnje
- Područna škola Torčec
- Dječji vrtić "Čarobni park" Drnje
- Dječji vrtić "Vrapčić" Drnje

## Kultura
- Društvo za povjesnicu i starine Torčec
- Hrvatsko srce Drnje
- Udruga žena Torčec
- KUD "Pušlec" Drnje
- UHDDR Drnje

## Šport
- ŠRD Štuka Torčec
- ŠRD Amur Drnje
- NK Podravec Torčec
- NK Tomislav Drnje
- LD Fazan Drnje

## Vatrogastvo
- DVD Drnje
- DVD Torčec